# Drosanthemum marinum
Drosanthemum marinum är en isörtsväxtart som beskrevs av L. Bol. Drosanthemum marinum ingår i släktet Drosanthemum och familjen isörtsväxter. Inga underarter finns listade i Catalogue of Life.